# NGC 3950
NGC 3950 este o galaxie eliptică situată în constelația Ursa Mare. A fost descoperită în 27 aprilie 1875 de către Lawrence Parsons.